# Boršt, Metlika
Boršt este o localitate din comuna Metlika, Slovenia.